# Stella Gibbons
Stella Dorothea Gibbons (5 de enero de 1902 – 19 de diciembre de 1989) fue una novelista, periodista, poeta y escritora de cuentos inglesa. 
Adquirió notabilidad con su primera novela, La hija de Robert Poste (título original: Cold Comfort Farm) en 1932, que se hizo acreedora al Premio Femina y ha sido reeditada en varias ocasiones desde entonces. Pese a que su trayectoria literaria continuó durante más de medio siglo, ninguno de sus trabajos posteriores (incluida la continuación de La hija de Robert Poste) consiguió el mismo éxito de su primera novela. De hecho, el resto de sus obras no fueron publicadas sino hasta el siglo XXI. 
Hija de un doctor de Londres, Gibbons tuvo una infancia turbulenta e infeliz. Al terminar su actividad académica, comenzó a interesarse en el periodismo y trabajó como escritora de reportajes para el Evening Standard y The Lady. Su primer libro se trató de una colección de poemas que gozó de buena aceptación tras su publicación en 1930. Se identificaba así misma como una poeta en vez de una novelista. Excepto por La hija de Robert Poste, la mayoría de las novelas de Gibbons están basadas en el entorno suburbano de la sociedad de clase media, un contexto con el que ella decía sentirse familiarizada. 
En 1950 se integró a la Sociedad Real de Literatura. La crítica ha coincidido en elogiar su estilo de redacción, especialmente por su habilidad descriptiva, encanto y humor mordaz, lo cual le ha llevado a ser comparada con Jane Austen. Debido a que su popularidad se debía en gran parte al éxito de su primera obra, Gibbons llegó a expresar frecuentemente su inconformidad respecto a que el resto de su material no fuera tomado en cuenta con el mismo interés que aquella obra. Sin embargo, ni ella ni sus publicaciones son consideradas como parte del canon de la literatura inglesa, lo cual algunos autores atribuyen al desapego de la escritora del universo literario y su tendencia a burlarse del género.

## Vida familiar
Nacida en Londres, Stella Gibbons fue la hija mayor de Telford Gibbons y Maude Phoebe Standish Williams. Junto a sus otros tres hermanos, creció en Kent donde su padre, médico, tenía su consulta. Asistió al North London Collegiate School para Muchachas. 
Su familia era un ejemplo de la clase media suburbana. Su padre era un "mal hombre pero un buen médico", mientras que su madre era incapaz de aplacar el espíritu dominante de su marido. El padre de Stella ejercía en los barrios pobres de Londres con magnanimidad (no cobraba a los pacientes que no podían pagarle). Sin embargo, era propenso a sufrir arrebatos violentos contra su esposa y, además, era infiel a menudo; en un ataque de rabia llegó a lanzar un cuchillo a Maude, y a menudo recurría al whisky y más tarde a las pastillas para intentar controlar sus demonios interiores.

## Trayectoria
Stella Gibbons trabajó para la British United Press desde 1924, después de estar un año sin trabajo, tras finalizar sus estudios de periodismo. Durante este tiempo comenzó una relación con Walter Beck, en el que se inspiró para el personaje principal de su segunda novela Bassett. A partir de 1927, tras la muerte de sus padres, Stella vivió con sus dos hermanos en Vale Cottage (Hampstead Heath), y ejerció como cabeza de familia.
Más tarde trabajó para el Evening Standard, y después para la revista Lady. Fue en 1928, mientras trabajaba para el Standard, cuando las novelas de Mary Webb resurgieron gracias al entonces primer ministro, Stanley Baldwin, pero Stella Gibbons no admiraba precisamente a Mary Webb.
En 1930, Gibbons publicó The Mountain Beast, una colección de poesía que dedicó a su madre. Los poemas más conocidos de esta colección eran Las Jirafas, que fue admirado por Virginia Woolf, y Las Cubiertas.
Stella Gibbons se casó con el actor y cantante Allan Webb en 1933. Juntos se mudaron a una casa en Holly Lodge Estate, Highgate, donde vivieron durante el resto de sus vidas. Tuvieron una hija, nacida en octubre de 1935, a la que llamaron Laura. Gibbons le dedicaría un libro un año después de su nacimiento titulado The Untidy Gnome. 
Tres de las novelas de Gibbons son adaptaciones de cuentos de hadas: Nightingale Wood (1938) es una adaptación de La Cenicienta, My American (1939) es una adaptación de La Reina de las nieves, y White Sand and Grey Sand (1958) es una adaptación de La Bella y la Bestia. 
Stella Gibbons era gran admiradora de Jane Austen y de Keats, a los que cita en sus dos primeras obras. Austen figura en un epígrafe de La hija de Robert Poste y Bassett, mientras Keats es citado en Bassett. Ouida fue otra influencia importante en el trabajo de Gibbons, hasta el punto en el que un crítico pensó que Ticky (1943) era una parodia de Ouida como La hija de Robert Poste, pero lo fue de María Webb, aunque ella lo negó.

## La hija de Robert Poste
Esta novela que le dio fama fue publicada antes de estas —en 1932—, y su éxito fue inmediato y duradero; su herencia llegó a hacer sombra al resto de sus escritos durante toda su vida. En 1966 la propia autora dijo que esa novela era "un miembro más de mi familia; es como un familiar al que se le tiene que agradecer mucho, pero que a menudo es una vergüenza con la que se debe cargar". En ella satiriza las narraciones rurales, más reconfortantes, pese a todos los matices, de escritores como Mary Webb, Thomas Hardy o D. H. Lawrence. 
En 1934, Stella Gibbons aceptó el Premio Fémina por esta obra en Londres. Recibió cuarenta libras y el oprobio de Virginia Woolf que antes la elogiaba: "Me molesta saber que dieron cuarenta libras a Gibbons... ¿Quién es ella? ¿Qué libro es ese?".
Hubo varias secuelas del libro que se publicaron en 1940 y 1949, pero no tenían la misma actualidad ni fuerza literaria que el original; tampoco lograron la misma popularidad.

## Obra
- The Mountain Beast (1930), poesía
- Cold Comfort Farm (1932). Tr.: La hija de Robert Poste, Impedimenta, 2009 ISBN 978-84-937601-3-7
- Bassett (1933), Impedimenta, 2014 ISBN 978-84-15979-13-5
- The Priestess (1933), poesía.
- Enbury Heath (1935)
- The Untidy Gnome (1935), para niños.
- Miss Linsey and Pa (1935)
- Roaring Tower and other stories (1937), cuentos.
- Nightingale Wood (1938). Tr.: La segunda vida de Viola Wither, Impedimenta, 2013 ISBN 978-84-15-57802-4
- The Lowland Venus (1938), poesía.
- My American (1939)
- Christmas at Cold Comfort Farm (1940), cuentos. Tr.: Navidades en Cold Comfort Farm, Impedimenta, 2012 ISBN 978-84-15-57827-7
- The Rich House (1941)
- Ticky (1943)
- The Bachelor (1944)
- Westwood (1946) Tr.: Westwood, Impedimenta, 2012 ISBN 978-84-15-13021-5
- The Matchmaker (1949)
- Conference at Cold Comfort Farm (1949). Tr.: Flora Poste y los artistas, Impedimenta, 2011 ISBN 978-84-15-13008-6
- Collected Poems (1950)
- The Swiss Summer (1951)
- Fort of the Bear (1953)
- Beside the Pearly Water (1954), cuentos.
- The Shadow of a Sorcerer (1955)
- Here Be Dragons (1956)
- White Sand and Grey Sand (1958)
- A Pink Front Door (1959)
- The Weather at Tregulla (1962)
- The Wolves Were in the Sledge (1964)
- The Charmers (1965)
- Starlight (1967)
- The Snow Woman (1968)
- The Woods in Winter (1970)